# 枋寮坑
枋寮坑，原寫為枋藔坑，是臺灣苗栗縣頭屋鄉的一個傳統地域名稱，位於該鄉東南部。相較於今日行政區，其範圍大致為鳴鳳村西南大半部。

## 歷史
台灣清治末期至日治初期，枋寮坑地區為一街庄，稱為「枋藔坑庄」，隸屬於苗栗一堡。該庄北及東北與仁隆庄為鄰，東南與獅潭庄為鄰，南邊東側一小段與北河庄為鄰，南邊西側較大段及西南邊與二崗坪庄為界，西北邊為崁頭屋庄。
1901年（日治明治三十四年）11月，全台廢縣廳改設二十廳，該庄隸屬於苗栗廳。1909年（明治四十二年）10月，合併二十廳為十二廳，該庄改隸屬於新竹廳。1920年（大正九年），廢十二廳改設五州二廳，該庄改制並雅化為「枋寮坑」大字，隸屬於新竹州苗栗郡頭屋庄。
戰後頭屋庄改制為頭屋鄉，隸屬於新竹縣，大字亦改制為村。1950年桃、竹、苗分治，頭屋鄉改隸屬於苗栗縣。

## 聚落
本地區發展較早的聚落有柚仔坑、枋藔坑、二湖、三湖等，在日治期初期的官方地圖上已有記載。此外，本地區尚有東三湖、番仔寮等聚落。

## 交通
鄉道苗22線（鳴鳳道路）是扒仔岡至北窩的道路，大致以西北—東南走向轉向南再轉向東蜿蜒經過枋寮坑地區北部邊界西段及東部。由該道路向西北轉西可前往扒仔岡東側的省道台13線路口，向東可前往獅潭的北窩並止於省道台3線路口。